# Màrcia Otacília Severa
Màrcia Otacília Severa (en llatí Marcia Otacilia Severa) va ser una emperadriu romana del segle iii. Formava part de la gens Otacília, una antiga gens romana d'origen plebeu.
Va ser la dona de l'emperador Marc Juli Filip o Filip l'Àrab, que va regnar des de l'any 244 al 249, i la mare del jove Marc Juli Filip, que va ser mort pels pretorians després de la batalla de Verona l'any 249. Sembla que va tenir també una filla perquè Zòsim parla d'un Severià com el gendre de l'emperador.
No es coneixen detalls de la vida de Màrcia Otacília, excepte que els antics escriptors cristians consideraven que era membre d'aquesta religió. Eusebi de Cesarea a la Història eclesiàstica, així ho diu.